# Änari
Änari är en ort i Estland. Den ligger i Türi kommun och landskapet Järvamaa, i den centrala delen av landet, 70 km sydost om huvudstaden Tallinn. Änari ligger 70 meter över havet och antalet invånare är 113.
Terrängen runt Änari är mycket platt. Runt Änari är det glesbefolkat, med 10 invånare per kvadratkilometer. Närmaste större samhälle är Türi, 5,6 km sydost om Änari. Omgivningarna runt Änari är en mosaik av jordbruksmark och naturlig växtlighet.